# Rhabdocheirus incertus
Rhabdocheirus incertus är en kräftdjursart som beskrevs av Bonnier 1898. Rhabdocheirus incertus ingår i släktet Rhabdocheirus och familjen Rhabdochiridae.
Artens utbredningsområde är Marocko. Inga underarter finns listade i Catalogue of Life.